# Sylvio Lagreca
Sylvio Lagreca (ur. 14 czerwca 1895 w Piracicaba, zm. 29 kwietnia 1966 w São Paulo) – brazylijski piłkarz i trener, pierwszy selekcjoner reprezentacji Brazylii. W czasie kariery piłkarskiej występował na pozycji ofensywnego pomocnika.
Sylvio Lagreca przez całą piłkarską karierę (1914–1921) występował w klubie São Bento São Paulo, z którym zdobył Mistrzostwo Stanu São Paulo – Campeonato Paulista w 1914.
21 lipca 1914 wystąpił w pierwszym oficjalnym meczu reprezentacji Brazylii przeciwko angielskiej drużynie Exeter City. 20 września poprowadził Brazylię w jej pierwszym oficjalnym meczu między państwowym przeciwko reprezentacji Argentyny.
W 1914 zdobył z reprezentacją Brazylii Copa Roca.
Jako grający trener reprezentacji wziął udział w turnieju Copa América 1916, czyli pierwszych w dziejach futbolu mistrzostwach kontynentalnych. Brazylia zajęła trzecie miejsce, a Arnaldo zagrał we wszystkich trzech meczach - z Chile, Argentyną i Urugwajem.
W następnym roku wziął udział w turnieju Copa América 1917 - drugich mistrzostwach Ameryki Południowej, gdzie Brazylia ponownie była trzecia. Sylvio Lagreca wystąpił we wszystkich trzech meczach - z Argentyną, Urugwajem i Chile. 
W tym samym roku 16 października 1917 wystąpił ostatni raz w reprezentacji w meczu przeciwko Urugwajowi.
W reprezentacji Brazylii Sylvio Lagreca rozegrał łącznie 11 meczów (15 łącznie z drużynami klubowymi) i strzelił 1 bramkę.
Po 3 latach przerwy wrócił na stanowisko selekcjonera reprezentacji i poprowadził ją w turnieju Copa América 1920, gdzie Brazylia zajęła trzecie miejsce.
W późniejszych latach jeszcze dwukrotnie epizodycznie prowadził reprezentacje Brazylii w 1935 i 1940.